# 奥利弗·盖斯
奥利弗·盖斯（德語：Oliver Geis，1991年6月20日—），德国男子射击运动员，2015年欧洲运动会男子25米手枪速射铜牌得主、2019年欧洲运动会男子25米手枪速射和混合团体25米标准手枪金牌得主。